# Теленгитское наречие южно-алтайского языка
Теленгитское наречие южно-алтайского языка (или теленгитский язык) — отдельный тюркский язык теленгитов либо одно из четырёх наречий, составляющих южно-алтайский язык. Распространён в Кош-Агачском и Улаганском районах республики Алтай.

## Лингвогеография
По общепринятой классификации Баскакова делится на два говора: теленгитско-телесский и чуйский. Н. Д. Алмадакова, опираясь на ареальную характеристику, разделила теленгитско-телесский говор на шесть подговоров: балыктуюльский, кара-кудюрский, чибилинский, саратанско-язулинский (возможно, саратанский и язулинский стоит считать отдельными подговорами), чолушманский и чибитский. В последнее время выделяют говоры по административным районам: кош-агачский и улаганский — они разделяются на подговоры по названиям населенных пунктов. Просодия выступает главным отличием подговоров.

### Использование языка
Наречие используется лишь в бытовом общении, на нём проводятся традиционные ритуалы. Однако его передача детям сохраняется. Языками образования и СМИ выступают русский и литературный алтайский. В последнее время на теленгитском наречии публикуются фольклорные произведения.

## Лингвистическая характеристика
От литературной формы алтайского языка отличается в фонетике и морфологии.
Вместо начального [ш] употребляется [ч] (например, тел. «чирдек», алт. «ширдек», рус. «войлочный ковёр»). Также в корнях слов вместо [ш] используется [ч] (тел. «тепчи», алт. «тепши», рус. «чаша»).
В результате элизии согласного [г] в интервокальной позиции развились долгие гласные (тел. «тарбаан», алт. «тарбаган», рус. «сурок», а также тел. «ӧбӧӧн, ӧбӓӓн», алт. «обӧгӧн», рус. «мужчина»). При агглютинации аффикса дательного-направительного падежа на -га к основе слова на гласный в говорах теленгитского наречия также возникают долгие гласные (тел. «саа», алт. «сеге», рус. «тебе»).
Звуки [ф], [в], [ш], [ж], [щ], [ц] не являются исконными в теленгитском наречии, встречаются лишь в заимствованиях, в основном в русизмах. Распространено явление эпентезы, эпентетическим гласным в теленгитском выступает [ы] (бырайник — «пряник», кыбартира — «квартира»).
Наблюдается различное оформление аффиксов в глаголах 1-го лица множественного числа (будущее время: тел. «бараруус», алт. «барарыс», рус. «пойдём», прошедшее время: тел. «кӧргӧнӱӱс», алт. «кӧргӧнис», рус. «(мы) видели»).
После основ слов, заканчивающихся на гласный, в падежных аффиксах вместо начального [н] используется [д] (притяжательный падеж: тел. «баладыҥ», алт. «баланыҥ», рус. «девушки», винительный падеж: тел. «јӧӧжӧди», алт. «јӧӧжӧни», рус. «имущество»).
Можно выделить как отдельный направительный падеж: кырдаан — «в сторону горы». В алтайском литературном языке это передаётся послелогом -дӧӧн.
Заметны отличия в лексике. Имеется ряд заимствований, не встречающихся в литературном языке. Основными источниками подобных заимствований являются тувинский, казахский и монгольский языки.